# Distretto di El Khroub
Il distretto di El Khroub è un distretto della provincia di Costantina, in Algeria.

## Comuni
Il distretto di El Khroub comprende 3 comuni:
- El Khroub
- Aïn Smara
- Ouled Rahmoune